# Тамбурини, Фортунато
Фортунато Тамбурини (итал. Fortunato Tamburini; 2 февраля 1683, Модена, Моденское герцогство — 9 августа 1761, Рим, Папская область) — итальянский куриальный кардинал и бенедиктинец. Префект Священной конгрегации обрядов с 21 января 1747 по 9 августа 1761. Префект Священной Конгрегации исправления книг Восточной Церкви с сентября 1743 по 9 августа 1761. Камерленго Священной Коллегии кардиналов с 17 февраля 1755 по 12 января 1756. Кардинал-священник с 9 сентября 1743, с титулом церкви Сан-Маттео-ин-Мерулана с 23 сентября 1743 по 9 апреля 1753. Кардинал-священник с титулом церкви Сан-Каллисто с 9 апреля 1753.